# 5 000 mètres féminin aux Jeux olympiques d'été de 1996
Navigation
Sydney 2000
L'épreuve du 5 000 mètres féminin aux Jeux olympiques de 1996 s'est déroulée les 26 et 28 juillet 1996 au Centennial Olympic Stadium d'Atlanta, aux États-Unis.  Elle est remportée par la Chinoise Wang Junxia qui établit un nouveau record olympique en 14 min 59 s 88.
Le 5 000 m féminin est disputé pour la première fois dans le cadre des Jeux olympiques, succédant à l'épreuve du 3 000 mètres (1984 à 1992).

## Résultats

### Finale
| Rang               | Athlète          | Pays             | Temps          | Notes |
| ------------------ | ---------------- | ---------------- | -------------- | ----- |
| Médaille d'or      | Wang Junxia      | Chine            | 14 min 59 s 88 | OR    |
| Médaille d'argent  | Pauline Konga    | Kenya            | 15 min 03 s 49 |       |
| Médaille de bronze | Roberta Brunet   | Italie           | 15 min 07 s 52 |       |
| 4                  | Michiko Shimizu  | Japon            | 15 min 09 s 05 |       |
| 5                  | Paula Radcliffe  | Grande-Bretagne  | 15 min 13 s 11 |       |
| 6                  | Yelena Romanova  | Russie           | 15 min 14 s 09 |       |
| 7                  | Yelena Fidatov   | Roumanie         | 15 min 16 s 71 |       |
| 8                  | Rose Cheruiyot   | Kenya            | 15 min 17 s 33 |       |
| 9                  | Lynn Jennings    | États-Unis       | 15 min 17 s 50 |       |
| 10                 | Amy Rudolph      | États-Unis       | 15 min 19 s 77 |       |
| 11                 | Sara Wedlund     | Suède            | 15 min 22 s 98 |       |
| 12                 | Ayelech Worku    | Éthiopie         | 15 min 28 s 81 |       |
| 13                 | Anne Hare        | Nouvelle-Zélande | 15 min 29 s 11 |       |
| 14                 | Anita Weyermann  | Suisse           | 15 min 44 s 40 |       |
|                    | Sonia O'Sullivan | Irlande          | DNF            |       |

## Légende
Records et Performances
- AR : Record continental (area record)
- CR : Record des championnats (championship record)
- MR : Record du meeting (meet record)
- NR : Record national (national record)
- OR : Record olympique (olympic record)
- PR : Record paralympique (paralympic record)
- PB : Record personnel (personal best)
- SB : Meilleure performance personnelle de la saison (season's best)
- WL : Meilleure performance mondiale de l'année (world leader)
- WJR : Record du monde junior (world junior record)
- WR : Record du monde (world record)

Circonstances et Conditions
- DNF : N'a pas terminé (did not finish)
- DNS : N'a pas pris le départ (did not start)
- DQ : Disqualification (disqualification)
- NM : Aucun essai valable enregistré (No Mark)
- Q : Qualifié « directement » au prochain tour (ou à la prochaine compétition), lors d'une compétition majeure, grâce au classement ou à la réalisation des minima (automatic qualifier)
- q : Qualifié au prochain tour (ou à la prochaine compétition), lors d'une compétition majeure, grâce au repêchage ou à la réalisation de l'une des meilleures performances parmi celles des « non qualifiés directement » (grâce au meilleur temps ou à la meilleure distance par exemple) (secondary qualifier)